# Galart de Montjoie
Christophe Félix Louis Ventre de La Touloubre, dit Galart de Montjoie, né le 18 mai 1746 à Aix-en-Provence et mort le 4 avril 1816 à Paris, est un avocat et un homme de lettres français.

## Biographie
Issu d’une famille noble, il est le fils de Louis Ventre (1706-1767), seigneur de La Touloubre, avocat au parlement d'Aix et professeur de droit français à l’université d’Aix. Il est avocat à Aix, avant de s’installer à Paris, où il se consacre bientôt au métier de journaliste. Proche de Royou et de Geoffroy, il devient rédacteur à l'Année littéraire en 1790 puis fonde avec Royou l'Ami du roi, le 1er juin suivant mais, les deux hommes s’étant brouillés avec l’imprimeur Crapart, ils abandonnent, le 6 août, le journal, qui continue à paraître jusqu’au 6 novembre. De leur côté, Montjoie et Royou font chacun paraître un Ami du roi à partir du 1er septembre. Tandis que la feuille de Royou disparaît le 4 mai 1792, après une première interruption du 23 juillet au 6 août 1791, le journal de Montjoie, moins violent, survit jusqu’à la chute de la royauté,. Après le 10 août, le girondin Gorsas, rédacteur du Courrier des 83 départements, se fait adjuger les presses de l’Ami du roi.
À l’annonce du procès de Louis XVI, Montjoie publie plusieurs brochures dans lesquelles il défend le monarque déchu. En avril 1793, il est proscrit et doit se cacher chez un ami, dans les environs de Bièvres.
Après la chute de Robespierre, il profite de la réaction thermidorienne pour reparaître, publiant des brochures royalistes. Après le coup d'État du 18 fructidor an V, il est proscrit. Condamné à la déportation, il s’échappe et passe en Suisse.
Après le coup d'État du 18 brumaire, il rentre à Paris, abandonnant la politique pour se consacrer à la composition d’ouvrages et à la rédaction d’articles purement littéraires. Il collabore notamment au Journal des débats, dont il rédige le feuilleton, et au Journal général de France. Lors de l’organisation de l’Université (1808), il accepte un poste de professeur de troisième au lycée de Gand, avant de devenir professeur de rhétorique à Bourges.
Sous la Seconde Restauration, Louis XVIII lui accorde une pension de 3 000 francs sur sa cassette particulière et le nomme l’un des conservateurs de la bibliothèque Mazarine. Il meurt d’apoplexie en 1816.

## Œuvres
- Divertissement national (à l’occasion de la naissance du dauphin), 1781.
- Lettre sur le magnétisme animal, 1784.
- Des principes de la monarchie française, 1789.
- Histoire de la Révolution de France et de l’Assemblée nationale pour former avec le journal intitulé L’Ami du roi, commencé le 1er juin 1790, un cours complet d’histoire du temps actuel, 1792 La Journée du 14 juillet 1789. Fragment des mémoires inédits de L.-G. Pitra, électeur de Paris en 1789, Paris, Société de l’histoire de la Révolution française, 1892, « Introduction » de Jules Flammermont, p. CXXXVII-CXXXIX.
- Réponse aux réflexions de M. Necker sur le procès de Louis XVI, 1792.
- Avis à la convention sur le procès de Louis XVI, 1792.
- Almanach des honnêtes gens, 1792-1793.
- Histoire de la conjuration de Robespierre, Paris, les marchands de nouveautés, 1795 ; Chez Maret, an IV (1796).
- Almanach des gens de bien, 1795-1797.
- Histoire de la conjuration de Louis Philippe Joseph d’Orléans, 1796, tomes 1 et 2 et 3.
- Éloge historique et funèbre de Louis XVI, Neuchâtel, 1796.
- Éloge historique de Marie-Antoinette, reine de France, 1797 (rééd. Histoire de Marie-Antoinette, 181
- Histoire de la Révolution française, depuis la présentation au parlement de l’impôt territorial, jusqu’à la conversion des états généraux en assemblée nationale, 1797.
- Éloge historique de J.-B. G. Bochart de Saron, premier président du parlement de Paris, 1800.
- Histoire de quatre Espagnols, roman, 1801.
- Histoire d’un manuscrit trouvé sur le mont Pausilippe, roman, 1802.
- Inès de Léon, roman, 1805.
- Les Bourbons, ou Précis historique sur les aïeux du roi et sur sa majesté, 1815.

## Source partielle
- Jean-Chrétien Ferdinand Hoefer (dir.), Nouvelle biographie générale depuis les temps les plus reculés jusqu’à nos jours, Paris, Firmin Didot frères, 1861, t. 36, notice d’H. Fisquet, p. 308-10